# Sauce Robert

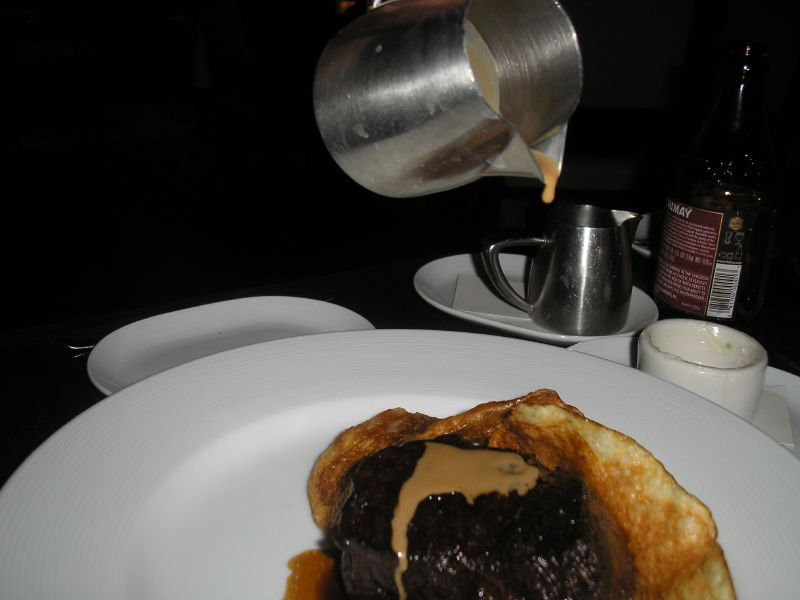
Steak sauce Robert.

La sauce Robert, ou sauce à la Robert, est une sauce brune relevée, faite d’oignons hachés qu’on fait revenir communément au beurre et au vin blanc avec un peu de farine, vinaigre, sel et poivre. En fin de préparation, une fois retirée du feu, on y ajoute un peu de moutarde.
Condimentée de cornichons en julienne, elle devient sauce charcutière.

## Accompagnement
La sauce Robert accompagne de manière générale les pièces de boucherie grillées, le poulet, pigeon et gibier, porc, lapin et canard rôtis, les œufs pochés et le merlu.

## Littérature
Déjà signalée au XVIe siècle par Rabelais, qui range, au nombre de ceux qui ont bien mérité de la patrie, son inventeur, le cuisinier Robert, l’appelait la sauce « tant salubre et nécessaire ».
Dans le conte de La Belle au bois dormant de Charles Perrault, l’ogresse, qui souhaite manger sa bru et ses petits-enfants, demande à son maître d’hôtel de lui préparer la petite Aurore à la sauce Robert :

« Je veux manger demain à mon dîner la petite Aurore. — Ah ! Madame, dit le Maître-d’Hôtel. — Je le veux, dit la Reine (et elle le dit d’un ton d’Ogresse qui a envie de manger de la chair fraîche), et je la veux manger à la sauce Robert. »

— Charles Perrault, Contes (introduction, notices et notes de Catherine Magnien), Éditions Le livre de poche Classique
La sauce Robert a également servi de titre à une œuvre satirique : l’historien Jean-Baptiste Thiers, curé de Champrond, au diocèse de Chartres, s’étant élevé contre quelques charlataneries ecclésiastiques autorisées par le chapitre de l’église de Chartres, eut pour adversaires les nommés Patin, official, et Robert, vicaire général de l’évêque de Chartres. Le pasteur de Champrond fit alors contre le grand vicaire de monseigneur une satire qu’il intitula, par allusion à la célèbre préparation culinaire, La Sauce-Robert, ou Avis salutaire à messire Jean-Robert, grand archidiacre, 1re partie, 1676, in-8° ; 2e partie, 1678, in-8° ; La Sauce-Robert justifiée, à M. de Riantz, procureur du roi au Châtelet, ou pièces employées pour la justification de la Sauce-Robert, 1679, in-8°, trois brochures se reliant en un seul volume. Lorsque la satire fut dénoncée, Thiers fut décrété de prise de corps et obligé de fuir.